# Karl-Heinz Geils
Karlheinz Geils (* 20. Mai 1955 in Ritterhude) ist ein ehemaliger deutscher Fußballspieler.

## Sportliche Laufbahn

### Vereinskarriere
Mit insgesamt 405 Einsätzen zwischen 1974 und 1989 für die Vereine Werder Bremen, Arminia Bielefeld, 1. FC Köln und Hannover 96 zählte der Verteidiger Karlheinz Geils lange Jahre zu den Säulen des Bundesligabetriebs. Nur 56 Spieler hatten vor der Saison 2019/20 mehr Spiele in der deutschen Eliteklasse bestritten.
Titel sind ihm dabei versagt geblieben. Sein größter Erfolg war die Teilnahme an den Endspielen um den UEFA-Pokal 1985/86 mit dem 1. FC Köln. Im Gesamtergebnis verloren die Domstädter nach beiden Partien mit 3:5 gegen Real Madrid.

### Auswahleinsätze
Karlheinz Geils bestritt 22 Länderspiele für verschiedene DFB-Auswahlmannschaften, jedoch keines für die A-Nationalmannschaft. Als einer der älteren Spieler, die damals noch als Unterstützung für die Nachwuchsakteure eingesetzt werden konnten, wurde er 1982 mit der deutschen U-21-Nationalelf Zweiter der Nachwuchs-EM.

## Trainerlaufbahn
Mitte der 1990er-Jahre war Geils Trainer des SV Atlas Delmenhorst. In der Regionalliga-Spielzeit 1995/96 wurde er nach dem 27. Spieltag entlassen.

## Weiterer Werdegang
Heute lebt er in seinem Heimatort Ritterhude, einem niedersächsischen Ort nördlich grenzend an Bremen, in dem er eine Fahrschule betreibt. Seine Frau Susanne ist in dieser Gemeinde 2006 zur Bürgermeisterin gewählt worden.

## Statistik
- 1. Bundesliga
  - 132 Spiele, 2 Tore – Werder Bremen
  - 131 Spiele, 16 Tore – Arminia Bielefeld
  - 81 Spiele, 3 Tore – 1. FC Köln
  - 61 Spiele, 2 Tore – Hannover 96
- 2. Bundesliga
  - 35 Spiele; 1 Tor – Hannover 96
- DFB-Pokal
  - 14 Spiele – Werder Bremen
  - 1 Spiel – Werder Bremen Amateure
  - 8 Spiele, 2 Tore – Arminia Bielefeld
  - 6 Spiele – 1. FC Köln
  - 3 Spiele – Hannover 96
- Europapokal
  - 18 Spiele, 1 Tor – 1. FC Köln

## Erfolge
- 1986 UEFA-Cup-Finale
- 1982 U21-Vize-Europameister
- 1978 Dritter beim UEFA Amateur Cup